# Варенны
Варе́нны (де Варе́нн; англ. de Warenne) — английский дворянский род нормандского происхождения в Средние века. В конце XI — первой половине XII века дом де Варенн являлся наиболее знатной и богатой аристократической фамилией в Англии. Его представители носили титул графов Суррея, принимали активное участие в нормандском завоевании Англии, гражданской войне 1135—1154 годов и движениях баронов в начале и середине XIII века, причём в большинстве случаев дом де Варенн выступал на стороне правящего монарха. Основные владения рода располагались в Норфолке. Кроме того Вареннам принадлежал суссексский рейп Льюис, земли в Южном Йоркшире, а позднее были приобретены владения в Линкольншире и Валлийской марке. Прямая мужская линия дома пресеклась в 1147 году, однако несколько позднее фамилию де Варенн приняли потомки дочери последнего графа и Гамелина Плантагенета, единокровного брата короля Генриха II. Линия Плантагенет-Варенн вымерла в 1347 году, после чего владения и титулы графов де Варенн унаследовал дворянский дом Фицаланов.

## Происхождение

Маноры и замки дома де Варенн в Англии в конце XI века (по данным «Книги Страшного суда»)

Основателем дома де Варенн был Вильгельм де Варенн (ум. 1088), сын некого нормандского рыцаря Родульфа (Ральфа) и Эммы, по одной из версий, внучатой племянницы Гунноры, жены Ричарда I, герцога Нормандии. Вильгельм де Варенн участвовал в подавлении мятежа нормандских баронов в 1052—1054 гг., за что получил от герцога Вильгельма II значительные земельные владения в Верхней Нормандии и замок Белланкомбр на реке Варенн на территории современного департамента Сена Приморская. По этой реке род Вильгельма и получил своё название де Варенн.
Вильгельм де Варенн был близким соратником герцога Вильгельма II и принимал активное участие в нормандском завоевании Англии 1066 года, в результате которого Варенн получил обширные земельные владения в различных частях Англии. По данным «Книги Страшного суда» в 1087 году Вильгельм де Варенн являлся одним из крупнейших землевладельцев Английского королевства. Центрами его владений были замки Льюис в Суссексе, Касл-Акр в Норфолке и Конисбро в Йоркшире. Кроме того, незадолго до своей смерти Вильгельм получил титул графа Суррея, который стал наследственным в доме де Варенн. Согласно средневековым легендам женой Вильгельма де Варенна была Гундреда, дочь Вильгельма Завоевателя, однако в настоящее время эта версия отвергнута.

## Основные представители

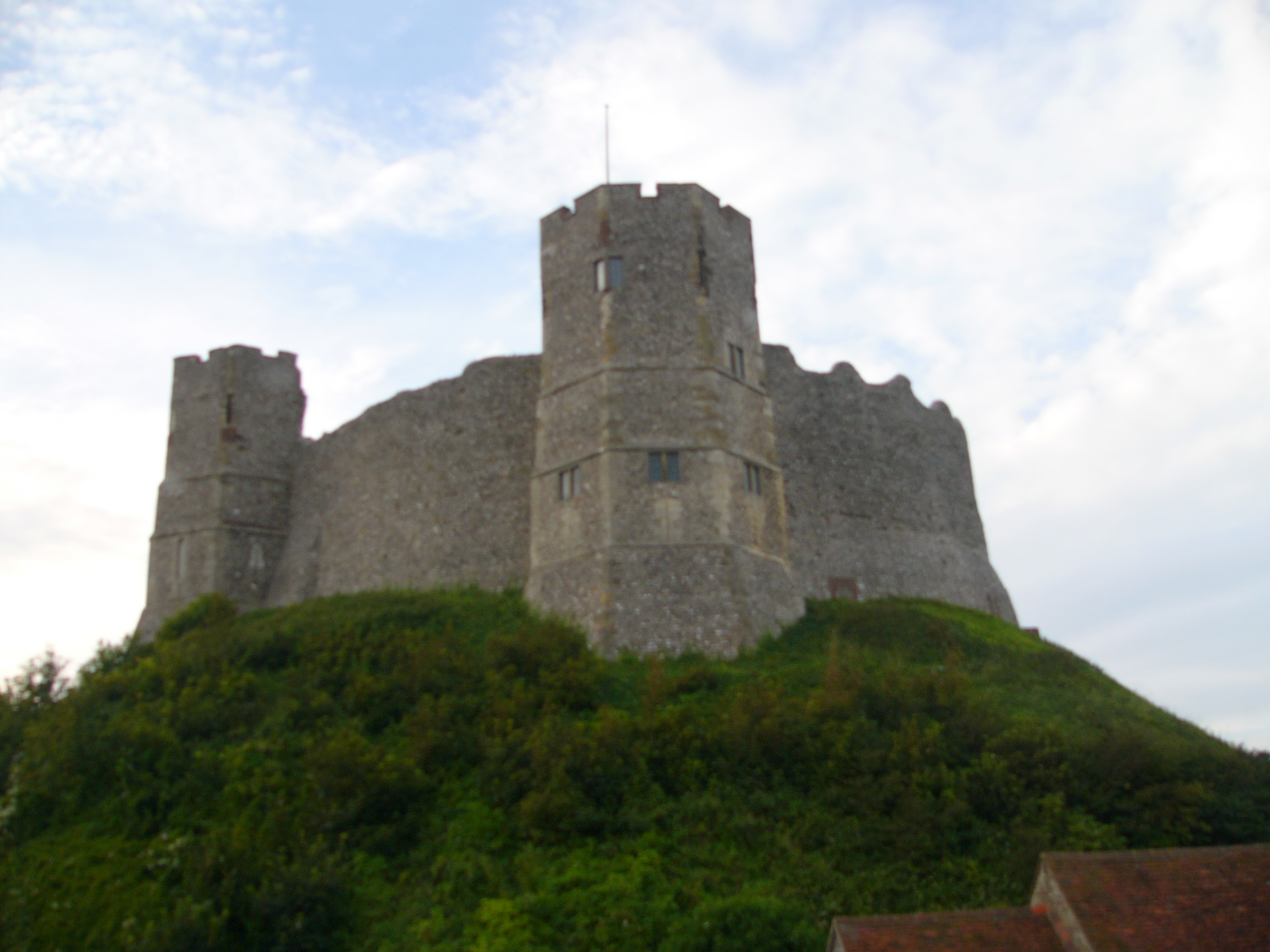
Замок Льюис, основанный Вильгельмом, 1-м графом де Варенном

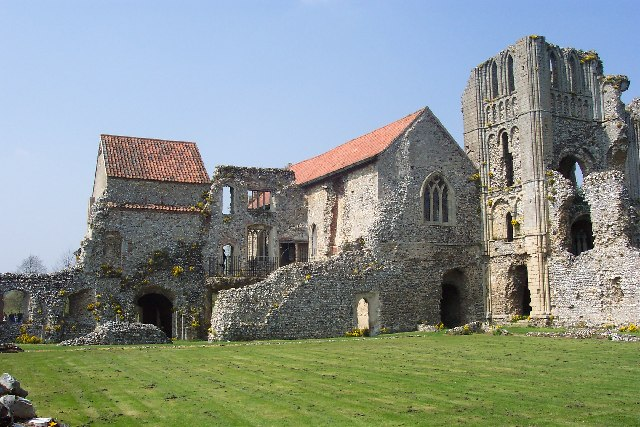
Монастырь Касл-Акр, основанный Вильгельмом, 1-м графом де Варенном

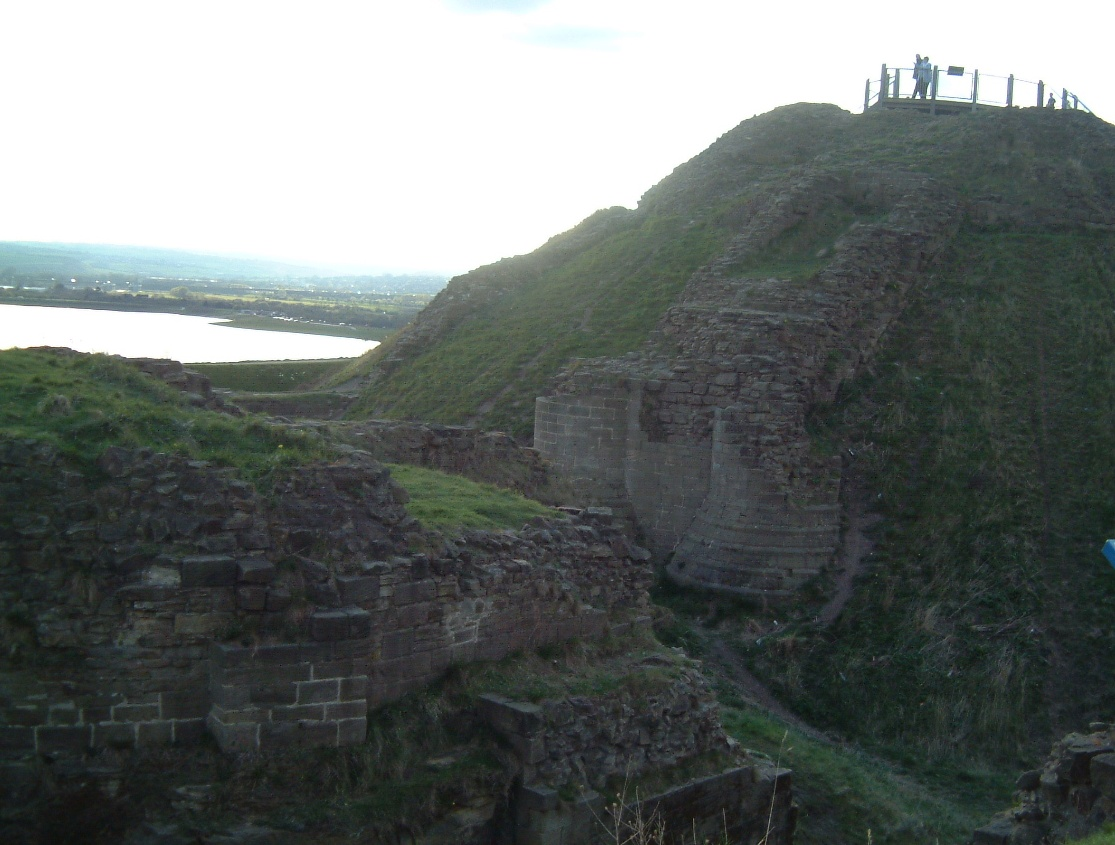
Руины замка Сандал, основанного Вильгельмом, 2-м графом де Варенном

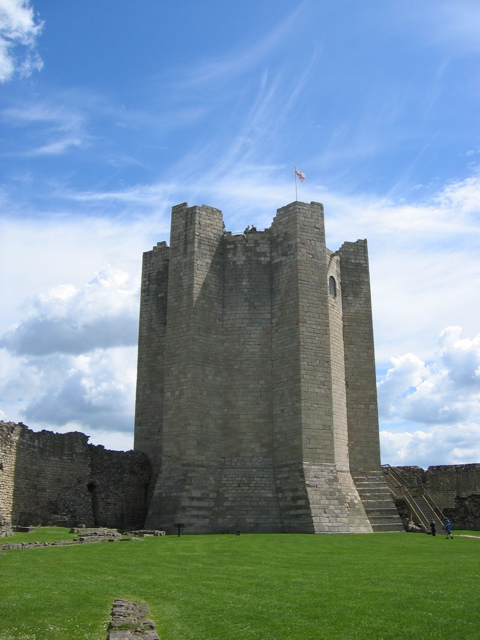
Донжон замка Конисбро, основанного Гамелином де Варенном

Уже при Вильгельме де Варенне, 1-м графе Суррее, дом де Варенн являлся одним из самых могущественных, знатных и богатых англо-нормандских дворянских родов. По некоторым современным оценкам, Вильгельм де Варенн был самым богатым человеком за всю историю Великобритании. Его старший сын, Вильгельм де Варенн, 2-й граф Суррей (ум. 1138), занимал видные позиции при дворе королей Вильгельма II и Генриха I, участвовал в сражениях при Таншбре (1106) и Бремюле (1119) и значительно расширил владения Вареннов в Нормандии. Более того, в 1118 году он женился на Элизабет де Вермандуа, внучке французского короля Генриха I, что существенно укрепило престиж и влияние рода де Варенн. Дочь 2-го графа Суррея и Элизабет де Вермандуа, Ада де Варенн (ум. 1178) стала супругой шотландского принца Генриха Хантингдонского и матерью королей Шотландии Малькольма IV и Вильгельма I Льва. Вильгельм де Варенн, 3-й граф Суррей (ум. 1148), принимал активное участие в гражданской войне в Англии между сторонниками Стефана Блуаского и императрицы Матильды, причём Варенн являлся одним из наиболее верных соратников короля. Он возглавлял один из королевских отрядов в битве при Линкольне (1141), но был разбит и бежал с поля боя. Благодаря брачному союзу с родом де Бомон, представители которого доминировали при дворе Стефана Блуаского, Варенны ещё более укрепили своё положение как ведущей аристократической семьи Англии.
В 1147 г. Вильгельм де Варенн, 3-й граф Суррей, отправился к крестовый поход в Палестину, во время которого был убит сарацинами. Наследницей владений и титулов дома Вареннов стала его единственная дочь Изабелла де Варенн (ум. 1203). Изабелла была выдана замуж королём Стефаном за своего сына Вильгельма де Блуа (ум. 1159), который, однако, вскоре скончался, не оставив потомства. Спустя четыре года Изабелла вновь вышла замуж, на этот раз за Гамелина (ум. 1202), побочного сына Жоффруа Плантагенета и единокровного брата английского короля Генриха II. Гамелин был провозглашён графом Суррея и принял фамилию де Варенн.
Потомки Изабеллы де Варенн и Гамелина Плантагенета продолжали носить фамилию де Варенн и титул графов Суррея до 1347 года. После завоевания Нормандии французским королём Филиппом II Августом в 1204 году Варенны лишились своих нормандских владений, но в качестве компенсации получили новые земли в Англии — Грантем и Стамфорд в Линкольншире. Среди потомков Гамелина наибольшее значение в английской истории имел, вероятно, Джон де Варенн, 6-й граф Суррей (ум. 1304), соратник королей Генриха III и Эдуарда I, сражавшийся против Симона де Монфора при Льюисе (1264) и Ившеме (1265), а позднее руководивший английским вторжением в Уэльс в 1282—1284 гг. и в Шотландию в 1296—1298 гг. Его внук и наследник Джон де Варенн, 7-й граф Суррей (ум. 1347) участвовал в движении баронов против короля Эдуарда II и пленении Пирса Гавестона в 1312 году, однако позднее вернулся на сторону короля и председательствовал на суде против Томаса Ланкастера.
Со смертью Джона де Варенна, 8-го графа Суррея, род Вареннов пресёкся. Их земельные владения перешли к дому Фицалан, глава которого, Эдмунд Фицалан (ум. 1326), граф Арундел, был женат на Элис де Варенн (ум. 1338), сестре последнего графа. Герб Вареннов — золотой и лазуревый шахматный щит— сохранился в составе гербов Фицаланов и Говардов, графов Арундел и герцогов Норфолк.

## Генеалогия

### Дом де Варенн
Родульф; жена: Беатриса или Эмма;
1. Вильгельм де Варенн (ум. 1088), 1-й граф Суррей (c 1088); 1-я жена (ок. 1070): Гундреда (ум. 1085); 2-я жена (после 1085): сестра Ричарда Гуэ;
  1. Вильгельм де Варенн (ум. 1138), 2-й граф Суррей; жена (1081): Элизабет де Вермандуа (ум. 1131), дочь Гуго Великого, графа Вермандуа;
    1. Вильгельм де Варенн (ум. 1148), 3-й граф Суррей; жена: Адела де Монтгомери (ум. 1174), дочь Вильгельма III, графа Понтье;
      1. Изабелла де Варенн (1137—1203), графиня Суррей; 1-й муж: Вильгельм де Блуа (ум. 1159), сын Стефана Блуаского, короля Англии; 2-й муж: Гамелин Плантагенет (ум. 1202), побочный сын Жоффруа Плантагенета, графа Анжуйского. Потомки Изабеллы и Гамелина приняли фамилию де Варенн. Их генеалогию см. ниже: Линия Плантагенет-Варенн.

    2. Реджинальд де Варенн (р. ок. 1113), наследник нормандских владений Вареннов; жена: Алиса Вирмгей (?);
    3. Ральф де Варенн;
    4. Гундрада де Варенн (ум. после 1166); 1-й муж (ок. 1130): Роджер де Бомон (ум. 1153), граф Уорик; 2-й муж: Вильгельм, лорд Кендал;
    5. Ада де Варенн (ум. 1178); муж (1139): Генрих Шотландский (ум. 1152), граф Хантингдон, сын Давида I, короля Шотландии;

  2. Эдита де Варенн (р. ок. 1076); 1-й муж (ок. 1090): Геральд де Гурне, сеньор Гурне-ан-Брей (ум. 1104); 2-й муж (после 1104): Дрё III де Муси;
  3. Рейнольд де Варенн (ум. до 1118), вероятный наследник земель во Фландрии.

### Линия Плантагенет-Варенн
Гамелин Плантагенет (1130—1202), побочный сын Жоффруа Плантагенета, графа Анжуйского; жена (1164): Изабелла де Варенн (ум. 1203), 4-я графиня Суррей, дочь Вильгельма де Варенна, 3-го графа Суррей;
1. Уильям де Варенн (1166—1240), 5-й граф Суррей; 1-я жена: Матильда д’Обиньи (ум. 1216), дочь Вильгельма д’Обиньи, графа Арундела; 2-я жена: Мод Маршал (ум. 1248), дочь Уильяма Маршала, графа Пембрука;
  1. Джон де Варенн (1231—1304), 6-й граф Суррей; жена (1247): Алиса де Лузиньян (ум. 1256), дочь Гуго X де Лузиньяна, графа де ла Марша;
    1. Элеонора де Варенн (1251—1282/1290); муж: Генри де Перси (ум. 1272);
    2. Изабелла де Варенн (1253—1296); муж (до 1281): Иоанн Баллиоль (ум. 1313), король Шотландии;
    3. Уильям де Варенн (1256—1286); жена (1285): Джоанна де Вер (ум. до 1293), дочь Роберта де Вера, 5-го графа Оксфорд;
      1. Джон де Варенн (1286—1347), 7-й граф Суррей; жена: Жанна де Бар (ум. 1361), дочь Генрих III, графа де Бар, и Элеоноры, дочери Эдуарда I, короля Англии;
      2. Элис де Варенн (ум. после 1338); муж (1305): Эдмунд Фицалан (ум. 1326), 9-й граф Арундел;

  2. Изабелла де Варенн (ум. до 1282); муж (1234): Хью д’Обиньи (ум. 1243), граф Арундел;
2. Эла де Варенн (ум. после 1220); 1-й муж: Роберт Ньюбурнский; 2-й муж: Вильгельм Фиц-Вильям, лорд Спротборо;
3. Изабелла де Варенн (ум. до 1234); 1-й муж: Роберт де Ласи (ум. 1193); 2-й муж: Гилберт де л’Эгль (ум. 1231), лорд Певенси;
4. Матильда де Варенн (ум. до 1228); 1-й муж: Генрих, граф д'Э (ум. 1191); 2-й муж: Генрих д’Эстутвиль (ум. до 1236).